# Neocichla
Neocichla is een geslacht van zangvogels uit de familie  spreeuwen (Sturnidae). Er is één soort:
- Neocichla gutturalis  –  Witvleugelspreeuw